# Aleksei Gatțuk
Aleksei Alekseevici Gatțuk (în rusă Алексей Алексеевич Гатцук, n. 2/14 decembrie 1832, Odessa, Imperiul Rus – d. 23 octombrie/4 noiembrie 1891, Moscova, Imperiul Rus) a fost un arheolog, publicist și scriitor rus.

## Biografie
Aleksei Alekseevici Gatțuk provenea dintr-o familie de mici nobili ruși din gubernia Cernigov. A studiat la gimnaziile nr. 1 și nr. 4 din Moscova, apoi la Facultatea de Filologie a Universității din Moscova. A absolvit cursurile universității în anul 1857, iar apoi a promovat examenul pentru gradul de candidat. În 1859 Aleksei Alekseevici Gatțuk a obținut postul de profesor temporar la catedra de literatură rusă a Liceului Richelieu din Odesa. În același timp, a desfășurat o activitate de publicist, scriind articolele «Новости малороссийской литературы» («Московские Ведомости», nr. 98 și 112) și «Евреи в русской истории и поэзии» («Сион», 1861, nr. 1, 5, 10, 11, 38, 39). Aleksei Gatțuk a realizat abecedarul malorus — «Украінська Абетка». De o mare popularitate au beneficiat ziarul «Газета Гатцука» și calendarul creștin «Крестный Календарь», al căror autor a fost. El a fost înmormântat la mănăstirea Donskoi.

## Pasiunea pentru arheologie
A. A. Gatțuk a fost membru fondator al Societății de Arheologie din Moscova și este cunoscut ca un cercetător al movilelor funerare din gubernia Moscova. El a presupus că râul Moscova servește ca hotar arheologic și a susținut că la sud de râul Moscova au trăit triburi finlandeze, iar la nord erau, în opinia sa, urme ale triburilor slave. În calitate de membru al Societății de Arheologie, Gatțuk a insistat asupra cercetării sistematice a solului din orașele vechi ale Rusiei. Atunci când, la primul congres organizat de Societatea de Arheologie din Moscova, a apărut o controversă cu privire la originea cuvântului „rus”, A. A. Gatțuk nu a susținut nici una dintre părți, ci a încercat să identifice el însuși originea corectă aflată în litigiu. În studiul «О каменных бабах Московской губернии» Aleksei Gatțuk a analizat problema controversată a așa-numitelor „stele kurgane”.

## Scrieri
- Новости малороссийской литературы («Московские Ведомости» № 98 и 112)
- Евреи в русской истории и поэзии («Сион» 1861 г., № 1, 5, 10, 11, 38, 39).
- Старина Русской земли
- О курганах Московской губернии (în «Чтениях общества истории и древностей», 1863—1864).
- Отчёт об археологических раскопках в окрестностях Москвы («Голос», № 4, 1864),
- О некоторых древних вещах из Чертковского собрания («Русский архив», 1864)
- О курганах, господствующих в Московской губернии («Чтения в ОИДР», 1869, кн. 4),
- Заметка о «каменных бабах» близ Москвы (Тамсама, 1870, кн. 3),
- А. С. Пушкин под секретным надзором в Москве в 1829 («Русская старина», 1884, № 6).
- Николай Коперник, основатель новой астрономии (М., 1873, изд. Общ. Распр. Пол. Кн.)
- Житие св. Тихона Задонского (М., 1884).
- О Бисмарке русском, главноначальствующем южной (украинской) армией в 1747 г. (Чт. Общ. Ист. и Др., 1871, кн. 3);
- Об указе царя Алексея Михайловича касательно немцев («Рус. Арх.», 1871, кн. 6);
- Очерк истории книгопечатного дела в России («Рус. Вестн.», 1872, кн. 5);
- 300-летие присоединения Сибири («Газета Гатцука», 1882, № 50—52).